# Эудиноцерасы

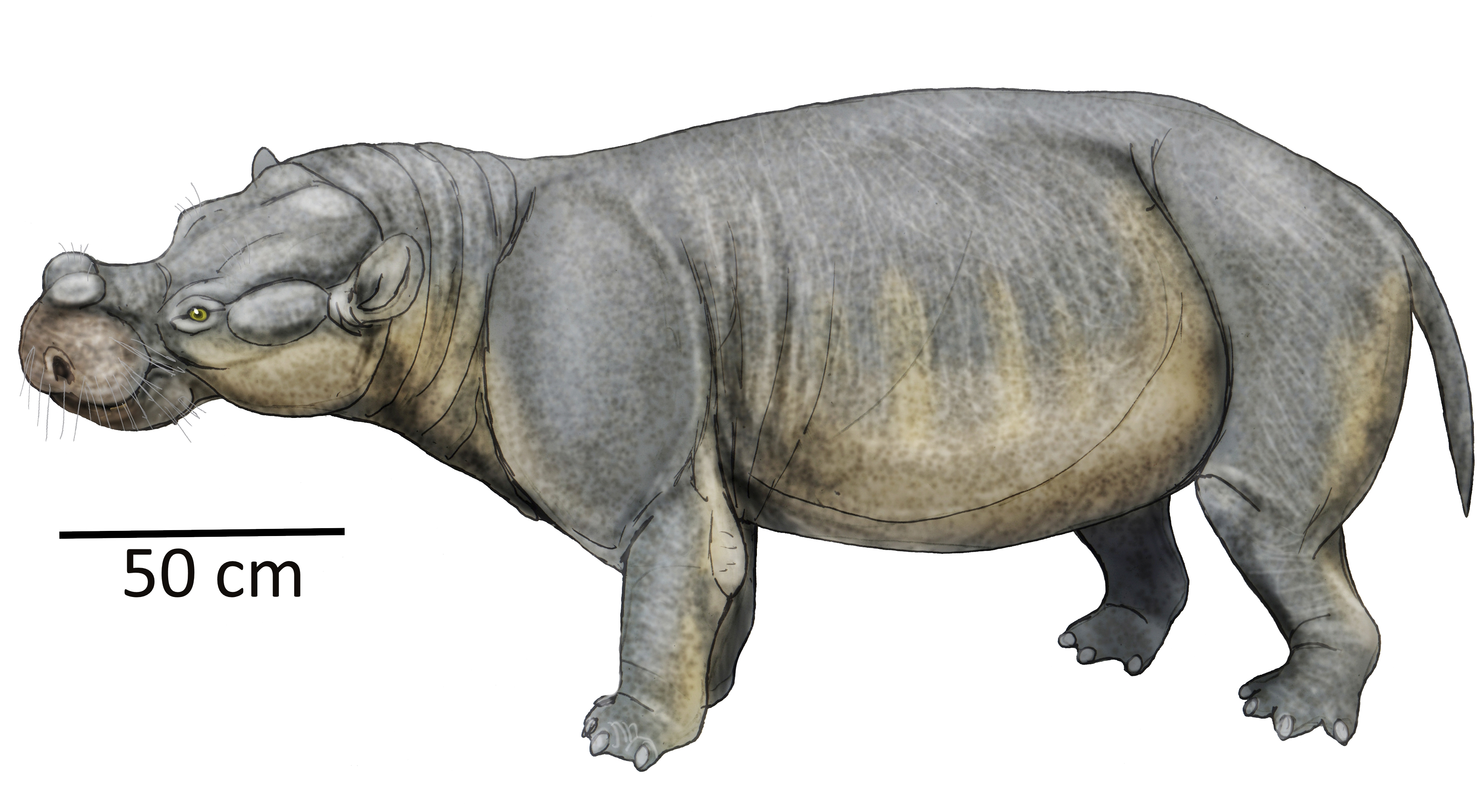
Реконструкция Eudinoceras mongoliensis

Эудиноцерасы (лат. Eudinoceras) — вымерший род млекопитающих из семейства Coryphodontidae отряда пантодонтов (Pantodonta). Обитали в эоцене в Центральной Азии.

## Ископаемые находки
Первые окаменелости эудиноцерасов были найдены в 1923 году во время центральноазиатских экспедиций Американского музея естественной истории в пустыне Гоби в Монголии и Китае. Два одиночных экземпляра из среднеэоценовой формации Ирдин-Махна, первый из которых найден в июне 1923 года Роем Чепменом Эндрюсом, а второй — в сентябре 1923 года директором музея Генри Фэрфилдом Осборном при посещении экспедиции, считались очень важными, потому что их коренные зубы напоминали таковые у Dinoceras из семейства Uintatheriidae, что, таким образом, указывало на сходство фаун Центральной Азии и североамериканской среднеэоценовой формации Уинта. Дополнительные ископаемые находки эудиноцерасов во время экспедиции 1925 года из формации Холобольчи, в том числе два черепа, показали, что зубы животных напоминали зубы Dinoceras, но строение черепа указывало на родство с корифодоном. Это привело к пересмотру классификации эудиноцераса и его включения в семейство Coryphodontidae. Другие окаменелости были найдены в формации Барон-Сог во время экспедиции 1930 года.

## Палеобиология
Исследование образцов эмали моляров особи Eudinoceras mongoliensis, погибшей в возрасте около 3,68 лет, показало, что эти животные медленно росли на протяжении долгой жизни. Особи E. mongoliensis развивались примерно так же, как современные белые носороги.

## Палеоэкология
Эудиноцерасы и родственные им гиперкорифодоны (Hypercoryphodon) обитали в заболоченных лесах. Эти животные обладали низкокоронковыми лофодонтными зубами и питались мягкой водной растительностью.